# Pet mogili (obwód Szumen)
Pet mogili (bułg. Пет могили) – wieś w Bułgarii, w obwodzie Szumen, w gminie Nikoła Kozlewo. Według danych szacunkowych Ujednoliconego Systemu Ewidencji Ludności oraz Usług Administracyjnych dla Ludności, 15 września 2022 roku miejscowość liczyła 1200 mieszkańców.